# Campeonato Paulista 1902
In 1902 werd het eerste Campeonato Paulista gespeeld voor clubs uit de Braziliaanse staat São Paulo. De competitie werd gespeeld van 3 mei tot 26 oktober 1902. São Paulo Athletic werd kampioen.  

## Eindstand
| Plaats | Club               | Wed. | W | G | V | Saldo | Ptn. |
| ------ | ------------------ | ---- | - | - | - | ----- | ---- |
| 1.     | São Paulo Athletic | 8    | 5 | 2 | 1 | 21:5  | 12   |
| 2.     | Paulistano         | 8    | 5 | 2 | 1 | 14:8  | 12   |
| 3.     | Mackenzie          | 8    | 3 | 3 | 2 | 13:15 | 9    |
| 4.     | Germânia           | 8    | 1 | 2 | 5 | 5:15  | 4    |
| 5.     | International      | 8    | 0 | 3 | 5 | 4:14  | 3    |

|  | Kampioen |

### Play-off
|                     |                    |       |              |                                                                          |
| 26 oktober Play-off | São Paulo Athletic | 2 – 1 | Paulistano   | Velódromo de São Paulo, São Paulo Scheidsrechter: Egídio de Souza Aranha |
| 26 oktober Play-off | Charles Miller     |       | Álvaro Rocha | Velódromo de São Paulo, São Paulo Scheidsrechter: Egídio de Souza Aranha |

|  | São Paulo Athletic | Paulistano |

| SÃO PAULO ATHLETIC: |  |                  |  |
|                     |  |                  |  |
| G                   |  | Jeffery          |  |
| V                   |  | George Kenworthy |  |
| V                   |  | Albert Kenworthy |  |
| M                   |  | Biddell          |  |
| M                   |  | Wucherer         |  |
| M                   |  | Heyecock         |  |
| A                   |  | Boyes            |  |
| A                   |  | Brough           |  |
| A                   |  | Charles Miller   |  |
| A                   |  | P. Montandon     |  |
| A                   |  | Blacklock        |  |
| Trainer:            |  |                  |  |
|                     |  |                  |  |

| PAULISTANO: |  |                  |  |
|             |  |                  |  |
| G           |  | Tutu             |  |
| V           |  | Thiers           |  |
| V           |  | Guilherme Rubião |  |
| M           |  | Edgar Barros     |  |
| M           |  | Olavo de Barros  |  |
| M           |  | Renato           |  |
| A           |  | Cerqueira        |  |
| A           |  | João Marques     |  |
| A           |  | Álvaro Rocha     |  |
| A           |  | Ibanez           |  |
| A           |  | Oscar Marques    |  |
| Trainer:    |  |                  |  |
|             |  |                  |  |

## Kampioen
| Campeonato Paulista de 1902            |
| São Paulo                              |
| -------------------------------------- |
| SÃO PAULO ATHLETIC Kampioen (1° titel) |

## Topschutters
| Speler                        | Speler             | Goals | Club               |
| ----------------------------- | ------------------ | ----- | ------------------ |
| Vlag van Brazilië (1889-1960) | Charles Miller     | 10    | São Paulo Athletic |
| Vlag van Brazilië (1889-1960) | Alício de Carvalho | 6     | Mackenzie College  |